# Mausoleu als Carrabiners
El Mausoleu als Carrabiners és un monument protegit com a bé cultural d'interès local del municipi de Ripoll (Ripollès).

## Descripció
És un monument funerari de marbre, coronat per una creu i protegit per una reixa de ferro, erigit en memòria d'un tinent i 74 carrabiners liberals afusellats en aquell indret per ordre del general carlí Savalls.

## Història
La inscripció de la làpida diu: "A LA MEMORIA DE LOS INDIVIDUOS DEL CUERPO FUSILADOS EN RIPOLL Y DEMÁS COMPAÑEROS MUERTOS GLORIOSAMENTE SOBRE EL CAMPO DE BATALLA EN LOS DIFERENTES HECHOS DE ARMAS EN QUE AQUELLOS TOMARON PARTE".